# Piragir
Piragir är en ort i Azerbajdzjan.   Den ligger i distriktet Ağdaş Rayonu, i den centrala delen av landet, 210 km väster om huvudstaden Baku. Piragir ligger 28 meter över havet och antalet invånare är 516.
Terrängen runt Piragir är platt. Närmaste större samhälle är Ağdaş, 4,5 km norr om Piragir. 
Trakten runt Piragir består till största delen av jordbruksmark. Runt Piragir är det ganska tätbefolkat, med 90 invånare per kvadratkilometer.